# Kövérszőlő
A kövérszőlő egy ősi magyar fehérborszőlő-fajta. Tokaji vagy erdélyi szőlőfajta, amely a filoxéravészben szinte teljesen kipusztult. Bogyóinak nagy méretéről kapta a nevét. Hasonnevei: Fehérszőlő, Grasa (Románia).

## Leírása
Tokajon, Erdélyen kívül még a moldvai Cotnari-ban fordul elő. Vegetatív, erős növekedésű fajta. Lombja haragoszöld, levele fűrészes szélű.
Középnagyságú fürtje laza és ágas, bogyója gömbölyű, középnagy, vékonyhéjú, pontozott, puha húsú, lédús és olvadó. Középérésű, magas cukorfokú, házasítva ad jó ízű, tüzes, enyhén illatos, finom savú és harmonikus bort. A Furmintnál 10-14 nappal korábban érik, október első felében szüretelhető. Sok és jó minőségű aszút terem. Tisztán ebből a fajtából áll a Tokaj Hétszőlő 2005. Részben ebből a fajtából készül a gyulafehérvári "Rózsamáli" és a csombordi "Plébános" bor.
Rothadásra különösen érzékeny, ezért telepítése szellős helyeken ajánlott. Fagy- és szárazságtűrő képessége jó. Termőképessége nem kielégítő, mivel a fajta ivarilag leromlott.
Vad és házi szárnyasokkal, nyúlhússal nagy élményt ad.
Belőle és a Leányka szőlőfajtából alakult ki a Királyleányka fajta. Ezt a genetikai kutatás nem erősítette meg.